# راينر موورمان
راينر موورمان (بالألمانية: Rainer Moormann)‏ هو عالم كيميائي ألماني وصاحب كشوفات نووية ولد في 6 أبريل عام 1950. نشأ في أوسنابروك.
```
بعد الانتهاء من المدرسة الثانوية درس 
الكيمياء الفيزيائية
 في 
براونشفايغ
 وحصل على 
درجة الدكتوراه
 في أبحاث رامان الطيفية والنظرية على الروابط الهيدروجينية في 
السوائل
.
[
2
]
```

منذ عام 1976 كان يقوم ببحوث حول مشاكل السلامة في المفاعلات المكسوة بالحصى وقوة الاندماج ومصادر النيوترون.

## دراسة 2008
في عام 2008 نشر مورمان دراسة حول سلامة المفاعلات المكسوة بالحصى والتي أثارت الاهتمام بين المتخصصين في هذا المجال وتمكن من توزيعها عبر وسائل الإعلام.